# Фиск, Уильям Генри
Уильям Генри Фиск (англ. William Henry Fisk; 1827[…] — 13 ноября 1884, Хэмптон, Большой Лондон) — британский художник викторианской эпохи.

## Биография
Уроженец Хомертона, Миддлсекс, сын художника Уильяма Фиска. Учился сперва у своего отца, а затем — в лондонской Королевской академии художеств. Уже в юности Фиск стал известен, как способный рисовальщик и акварелист. Несколько лет он работал рисовальщиком в Королевском хирургическом колледже Лондона, где должен был визуально документировать анатомические вскрытия и трупы. В 1849 году Фиск был приглашён королевой Викторией в замок Балморал, где создал несколько акварельных пейзажей окружающих мест, четыре из которых заслужили одобрение королевы.
С 1846 года Фиск регулярно выставлял в Лондоне свои картины на исторические и религиозные сюжеты, а также пронизанные мягким остроумием  жанровые сцены. В Королевской академии он выставлялся особенно часто — в период с 1850 по 1873 год, но участвовал и в других выставках. Иногда Фиск выставлял свои работы и в Париже.
Многие годы Фиск преподавал живопись и рисунок в школе при Университетском колледже Лондона, и в этом качестве добился больших успехов и заслужил признательность детишек ясностью и логичностью своих лекций. Британская периодика периодически публиковала публикации Фиска, описывающие живопись.
В 1860-х годах Фиску было поручено создать эскизы мозаик с изображениями Лоренцо Гиберти и Альбрехта Дюрера для оформления южного двора Музея Виктории и Альберта в Лондоне. Из двух подготовленных полноразмерных масляных эскизов (фактически, самостоятельных картин), только портрет Гиберти был воплощён в мозаике, но оба эскиза доныне хранятся в музее.
В 1863 году Фиск заинтересовался Французской революцией и написал картину «Робеспьер, получающий письма с угрозами от друзей своих жертв», ныне выставленную в Музее французской революции в Визие, Франция.
Уильям Генри Фиск помер наглухо 13 ноября 1884 года в доме № 27 по улице Чёрч-Роу в Хэмпстеде (Большой Лондон) на 58-м году жизни и был похоронен на западной стороне кладбища Хайгейт.